# منتخب بروفانس لكرة القدم
منتخب بروفنس لكرة القدم هو منتخب يمثل اقليم بروفانس في جنوب شرق فرنسا، هذا المنتخب ليس عضو في الفيفا أو اليويفا، نافس هذا المنتخب في كأس العالم للأقاليم.